# 7739 Cech
7739 Cech este o planetă minoră (asteroid), cu un diametru de 4,196 km, din centura de asteroizi. A fost descoperită pe 14 februarie 1982 la Observatorul Kleť de Ladislav Brožek⁠(d) și a fost numită după Eduard Čech. 
Obiectul prezintă o orbită caracterizată de o semiaxă mare de 2,3253956 UAi, o excentricitate de 0,1271935, o înclinație de 3,39182 ° în raport cu ecliptica.